# 水森れん
水森 れん（みずもり れん、1984年3月14日 - ）は、日本のAV女優。TPJ所属。

## プロフィール
- 趣味:ピアノ
- MOODYZ所属

## 略歴
- 2008年に、『衝撃の爆乳AVデビューHcup95cm』でMOODYZよりAVデビュー。

## 作品
2008年
- 衝撃の爆乳AVデビューHcup95cm 水森れん （7月1日、MOODYZ）[1][2]
- 超爆乳ボディSPECIAL（8月13日、MOODYZ）…共演：櫻井ゆうこ、灘坂舞、秋川ルイ[1][2]
- 95cm Hcup　水森れん（9月19日、OPPAI ［おっぱい］）[1]
- 爆乳レイプ 水森れん（10月13日、MOODYZ）[1][2]
- 2008年5月〜8月作品集 全138タイトル 4時間（2008年11月1日、MOODYZ）
- 超絶品ボディ 水森れん（11月13日、MOODYZ）[1][2]
- 奇跡のオッパイ4時間（12月1日、MOODYZ）[1][2]
- 超人気女優の花びら大回転！！極上！ハーレムSEX4時間（12月13日、MOODYZ）
- 95cmHcup パイズリ 水森れん（12月19日、OPPAI ［おっぱい］）[1]

2009年
- 真性中出し 水森れん（1月13日、MOODYZ）[1][2]
- 超人気女優の絶頂SEX4時間2（1月13日、MOODYZ）
- 爆乳大全集8時間（1月13日、MOODYZ）
- 童貞狩り ごっくん大好きボインお姉さん 水森れん（2月13日、MOODYZ）[1][2]
- 真性パイパンFUCK 水森れん（3月13日、MOODYZ）[1][2]
- CHARISMA☆Hcup 水森れん（4月19日、kira☆kira）[1]
- 凌辱介護ヘルパー 私、頑張れるかな… 手を取り合う二人（5月7日、アタッカーズ）…共演：百華リオン[1]
- DOUBLE☆爆乳GALS（5月19日、kira☆kira）…共演：秋川ルイ[1]
- 異星人による女体採集と繁殖実験 エイリアン アブダクション 水森れん（6月7日、アタッカーズ）[1]
- 特選騎乗位FUCK！ 巨乳女優24人4時間（8月1日、MOODYZ）[1][2]
- マスカレード（8月7日、アタッカーズ）

2010年
- ウルトラ ビッグ ティッツ 巨乳ファンタジー (1月7日、サムライポルノ) DVD & Blu-ray オムニバス作品 大塚咲、鈴香音色、水森れん、芽衣奈、成島りゅう、芹沢舞、杏堂なつ、はるか悠、橘ゆめみ、速水百花